# .us
.usは、1985年に制定されたアメリカ合衆国の国別コードトップレベルドメイン。.usドメインの登録はアメリカの国民・居住者・組織および国内に存在する海外の実体に限られる。アメリカ国内でのドメイン登録者は、.usよりも.com、.net、.orgなどのgTLDを取得していることが多い。これらは多くの州や地方政府で（.usドメインも使用可能であるにもかかわらず）最初から使われていた。とりわけ、.govと.milドメインはアメリカ国内の使用を指定されている。
.usの元々の管理者は、南カリフォルニア大学情報科学研究所のジョン・ポステルである。ジョンはスタンフォード研究所（アメリカ国防総省から.usとgTLDの契約を所有していた）、後にはネットワーク・ソリューションズ（アメリカ国立科学財団から.usとgTLDの契約を所有していた）から情報科学研究所に委託された.usドメインを管理していた。登録者は地域・組織に次ぐサードレベルドメイン以降しか取得できなかった。.usの地理的サブドメインの大部分は様々な私的実体に委任され、登録者は.usの管理者へ直接登録を行うのではなく、それぞれ委任された管理者に登録することになっていたが、2002年4月からはセカンドレベルドメインが取得可能になった。現在、.usドメインはアメリカ合衆国商務省の契約のもと、ニュースター社(en:NeuStar Inc.)が管理している。
.usのセカンドレベルドメインの開放にともない、私企業や一般市民に受け入れられるようになった。.usドメインはもはや政府機関の聖域ではなくなったのである。

## 州の略称によるセカンドレベルドメイン
州ごとの合衆国郵便略称に基づいている。
- .ak.us: アラスカ州
- .al.us: アラバマ州
- .ar.us: アーカンソー州
- .az.us: アリゾナ州
- .ca.us: カリフォルニア州
- .co.us: コロラド州
- .ct.us: コネチカット州
- .de.us: デラウェア州
- .fl.us: フロリダ州
- .ga.us: ジョージア州
- .hi.us: ハワイ州
- .ia.us: アイオワ州
- .id.us: アイダホ州
- .il.us: イリノイ州
- .in.us: インディアナ州
- .ks.us: カンザス州
- .ky.us: ケンタッキー州
- .la.us: ルイジアナ州
- .ma.us: マサチューセッツ州
- .md.us: メリーランド州
- .me.us: メイン州
- .mi.us: ミシガン州
- .mn.us: ミネソタ州
- .mo.us: ミズーリ州
- .ms.us: ミシシッピ州
- .mt.us: モンタナ州
- .nc.us: ノースカロライナ州
- .nd.us: ノースダコタ州
- .ne.us: ネブラスカ州
- .nh.us: ニューハンプシャー州
- .nj.us: ニュージャージー州
- .nm.us: ニューメキシコ州
- .nv.us: ネバダ州
- .ny.us: ニューヨーク州
- .oh.us: オハイオ州
- .ok.us: オクラホマ州
- .or.us: オレゴン州
- .pa.us: ペンシルベニア州
- .ri.us: ロードアイランド州
- .sc.us: サウスカロライナ州
- .sd.us: サウスダコタ州
- .tn.us: テネシー州
- .tx.us: テキサス州
- .ut.us: ユタ州
- .va.us: バージニア州
- .vt.us: バーモント州
- .wa.us: ワシントン州
- .wi.us: ウィスコンシン州
- .wv.us: ウェストバージニア州
- .wy.us: ワイオミング州

### 準州
- .as.us: アメリカ領サモア 国別コード.as
- .dc.us: ワシントンD.C.
- .gu.us: グアム 国別コード.gu
- .pr.us: プエルトリコ国別コード.pr
- .vi.us: アメリカ領ヴァージン諸島 国別コード.vi

### その他のセカンドレベルドメイン
- .dni.us:国立研究機関（distributed national institute）
- .fed.us: アメリカ連邦政府（Federal government）機関。.govの代替
- .isa.us:インターステート機関 （interstate agency） imcc.isa.us のみ
- .kids.us: 13歳以下の児童に適した内容のサイト
- .nsn.us: 固有自治民族（Native sovereign nations）　通常はネイティブ・アメリカンの部族

2002年から個人・企業によるセカンドレベルドメインの直接登録が可能になったため、非公式のサードレベル登録ができるドメイン名もいくつか存在する。たとえばブロガー用のblog.usや、細菌が見るのに適したサイトのためのprotozoa.us（児童に適したサイトのドメイン名kids.usのパロディ）などがあったが、現在は使われていない。

## 位置関係準拠の名前空間
通常のフォーマットは＜組織名＞.＜位置関係＞.＜州＞.us。＜州＞には二文字の郵便略称が入る。
＜組織名＞の値には以下のような意味がある。
- ci:市(city)の機関
- town:町(town)の機関
- vil:村(village)の機関
- co:郡(county)の機関

本来＜位置関係＞には市・郡・教区・郡区が入るが、代わりに以下のような記述が入ることもある。
- state:州の政府機関
- dst:行政上の管区(district)の政府機関
- cog:州・市・郡政府の委員会（coucils of government）
- k12:公立の小中学校
- pvt.k12:私立(private)の小中学校
- cc:コミュニティ・カレッジ(community college)
- tec:技術(technical)・職業訓練校
- lib:公立図書館(library)
- mus:博物館(museum)
- gen:独立した実体全般(general)（上記のカテゴリに当てはまらないもの）

## .usドメインの使用上の制限
.usドメインの登録にはアメリカ合衆国との関連性が必要とされ、以下のような実体に限られる。
- アメリカ市民・居住者
- アメリカの組織・企業などの実体
- 外国の組織・実体で、実際にアメリカに存在しているもの

これらの審査のため、ニュースター社はしばしば登録において「スポットチェック」を行っている。
また、必要事項を満たさない匿名の登録を避けるため、国家通信情報管理局（National Telecommunications and Information Administration）が私的なドメイン名の登録をしないように登録者を管理している。
登録者は完全なアメリカ合衆国との関わりに関する情報を省略することなく記入する必要があり、追加情報も必要となる。
5桁・9桁の郵便番号や電話番号のドメイン名が予約されており、zipcode.us において、5桁の郵便番号のドメイン（例えば90120.usのような形式。この場合はカリフォルニア州ビバリーヒルズ）で地方それぞれの情報を提供するプロジェクトが進行中である。